# Gamma Mensae
γ Mensae (Gamma Mensae; kurz γ Men) ist mit einer scheinbaren Helligkeit von 5,19m der zweithellste Stern des am Südhimmel gelegenen Sternbilds Tafelberg. Dennoch ist der Stern so lichtschwach, dass er für das bloße Auge gerade noch wahrnehmbar ist. Nach im Dezember 2020 veröffentlichten Auswertungen der Messergebnisse der Raumsonde Gaia beträgt seine Distanz zur Erde etwa 107 Lichtjahre. Seine scheinbare Helligkeit wird durch die vom interstellaren Staub hervorgerufene Extinktion um etwa 0,03m geschwächt.
γ Mensae weist eine hohe Geschwindigkeit im interstellaren Raum auf, wie sie für einen Population II-Stern typisch ist, hat aber in seiner chemischen Zusammensetzung eine ähnliche Elementenhäufigkeit wie die Sonne. Er ist ein orange leuchtender Riesenstern der Spektralklasse K2, der seinen Wasserstoff-Vorrat im Inneren durch Kernfusion bereits verbraucht und sich auf den fünffachen Sonnendurchmesser aufgebläht hat. Seine Masse entspricht ungefähr der Sonnenmasse. Sein Alter wird auf mehr als 10 Milliarden Jahre geschätzt.
Wahrscheinlich ist γ Mensae ein astrometrischer Doppelstern und besitzt somit einen bisher nicht sichtbaren Begleiter, doch sind die Bahnelemente nur ungenügend bekannt. Die große Halbachse beträgt etwa 0,051 ± 0,010 Bogensekunden, die Umlaufperiode 7,46 ± 2,12 Jahre und die Exzentrizität des Orbits circa 0,59 ± 0,15. Des Weiteren besitzt γ Mensae einen nur 11,99m hellen optischen Begleiter, der die Katalogbezeichnung TYC 9378-1695-1 trägt und im Jahr 2000 am Firmament in einer Winkeldistanz von 49,6 Bogensekunden zu ihm stand. Dieser Begleiter ist etwa 690 Lichtjahre – also wesentlich weiter als γ Mensae – von der Erde entfernt.